# ホオジロエボシドリ
ホオジロエボシドリ（学名：Tauraco leucotis）は、カッコウ目エボシドリ科に分類される鳥類。
エリトリア・エチオピアおよび南スーダンに生息する中規模の種、19センチの尾を含めて全長は約43センチ。約200〜315グラムの重量がある。エリトリアでは国鳥に指定されている。

## ギャラリー

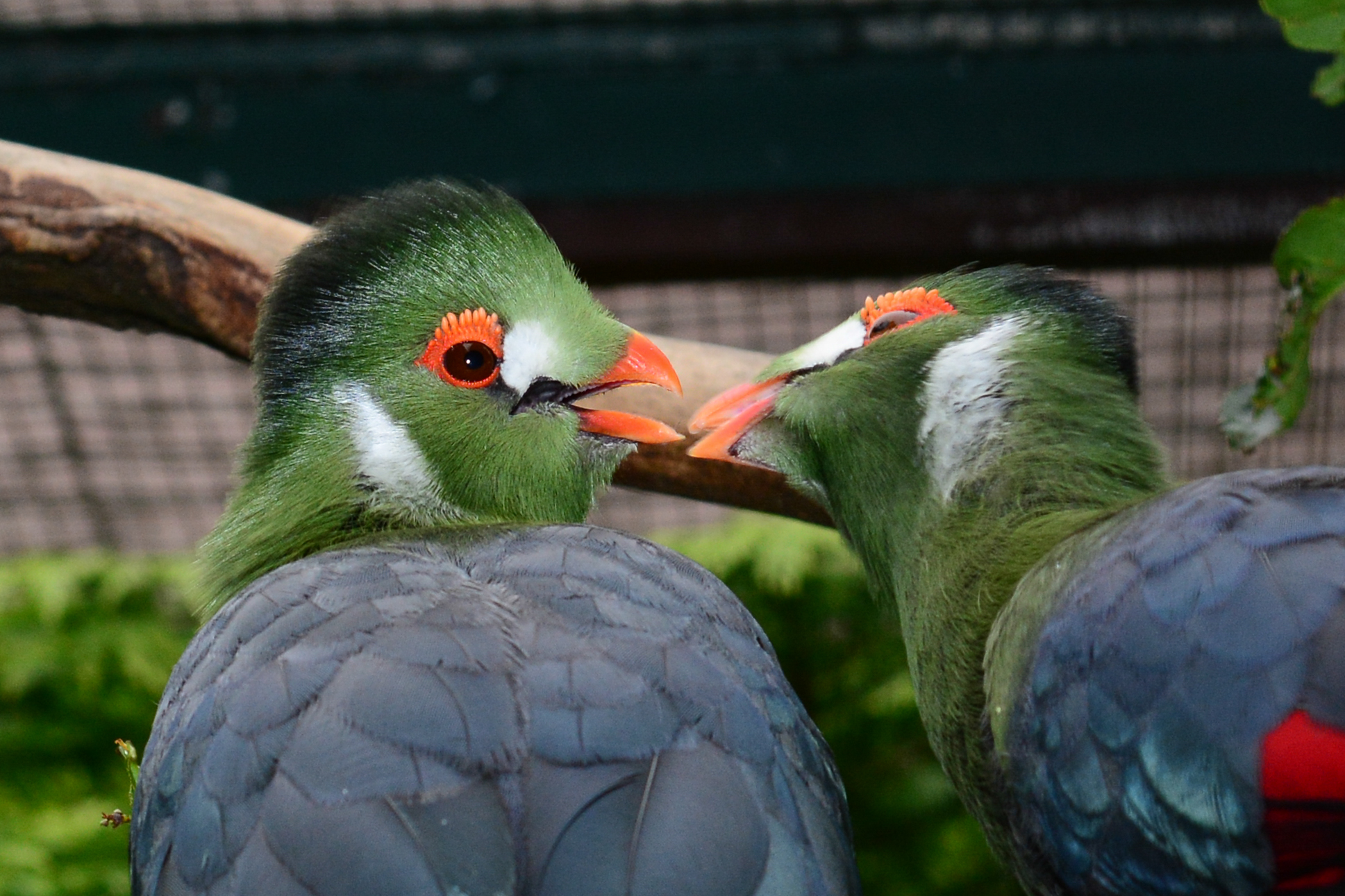
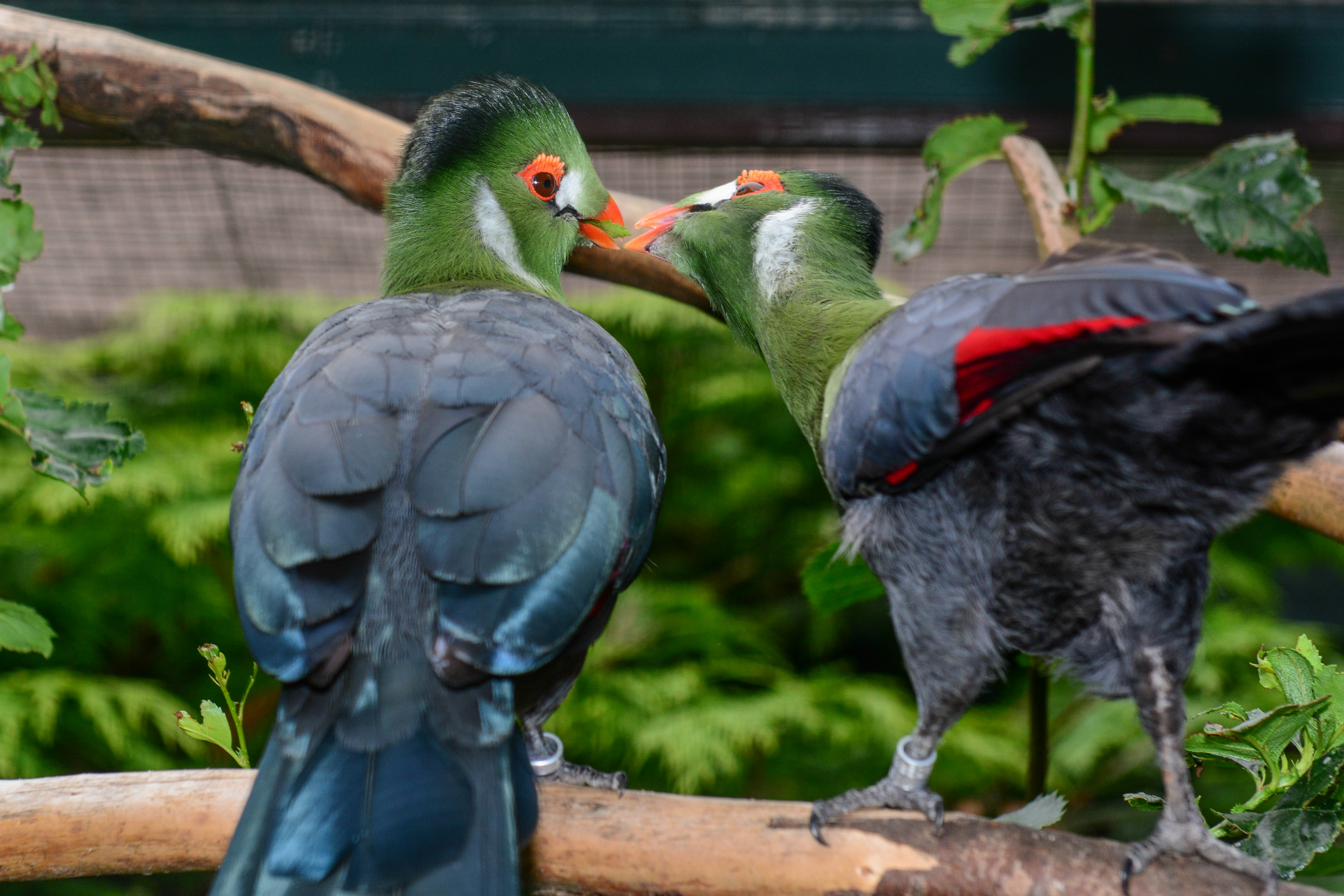
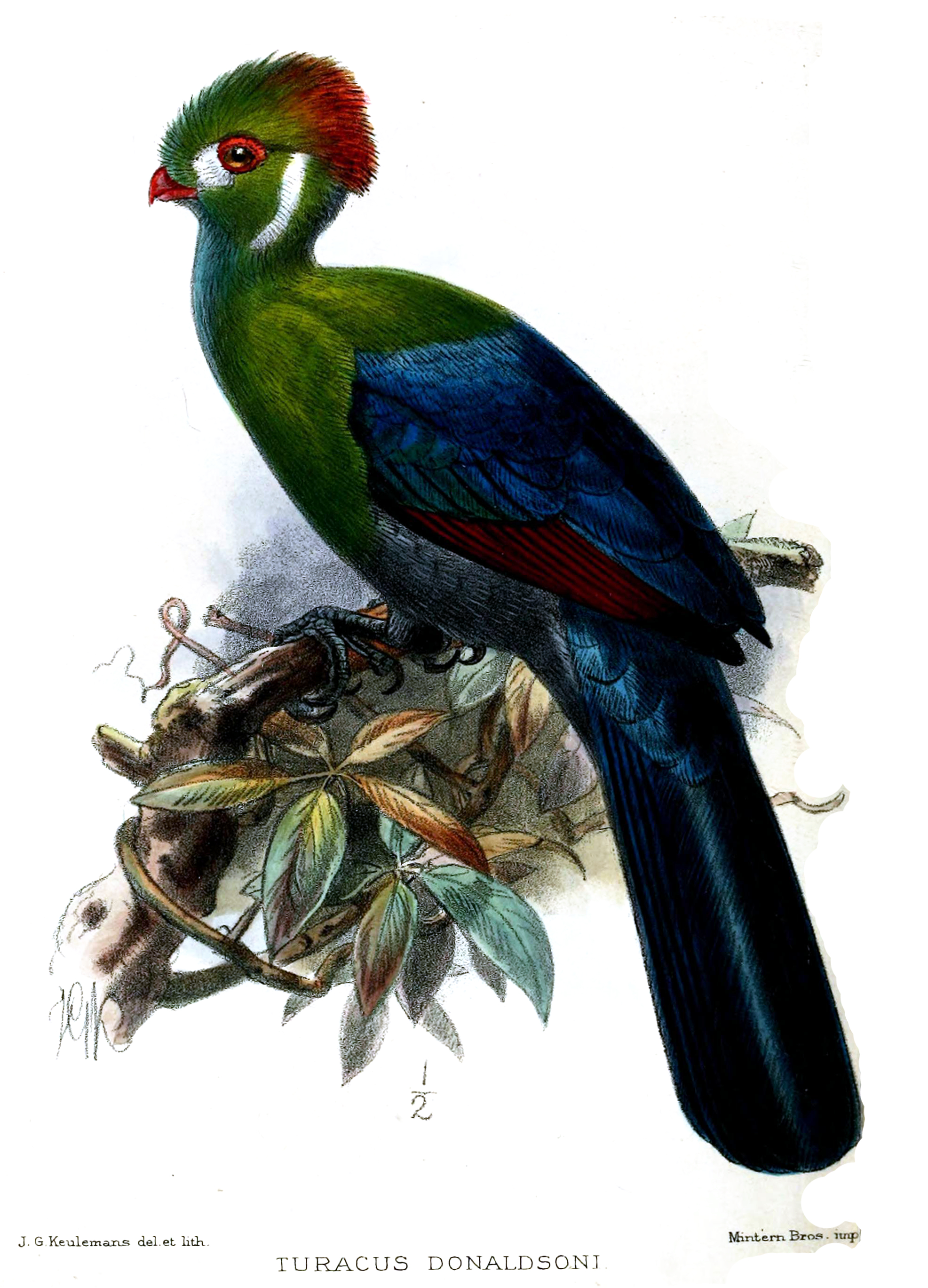
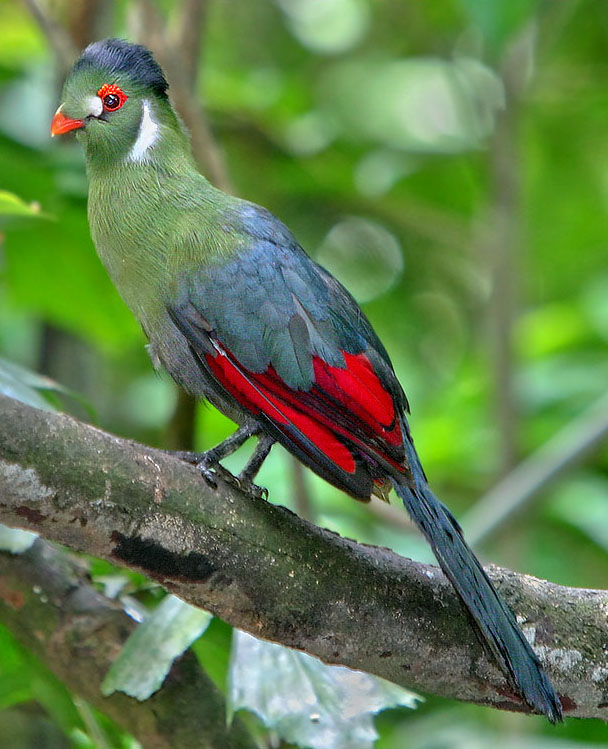
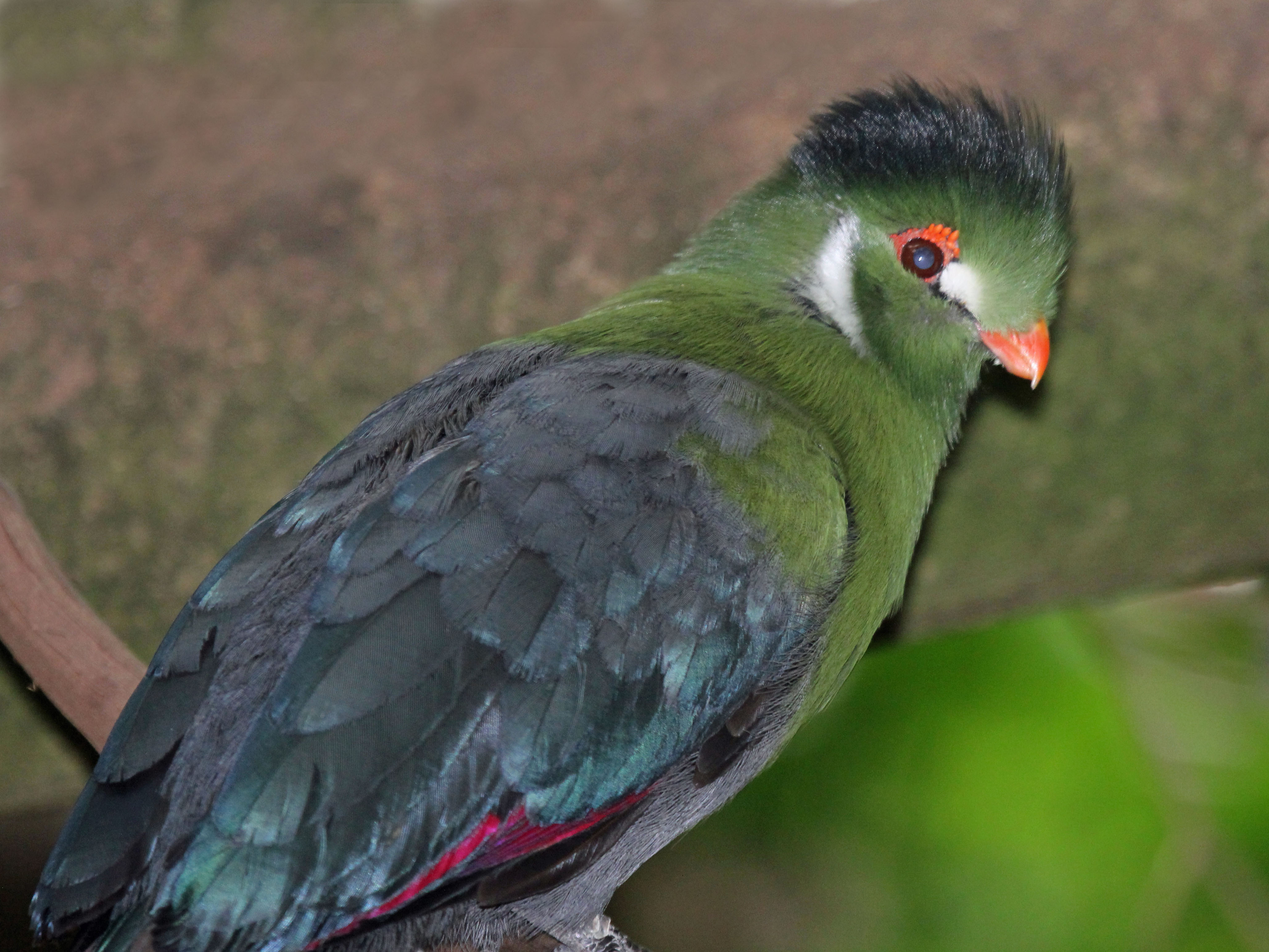
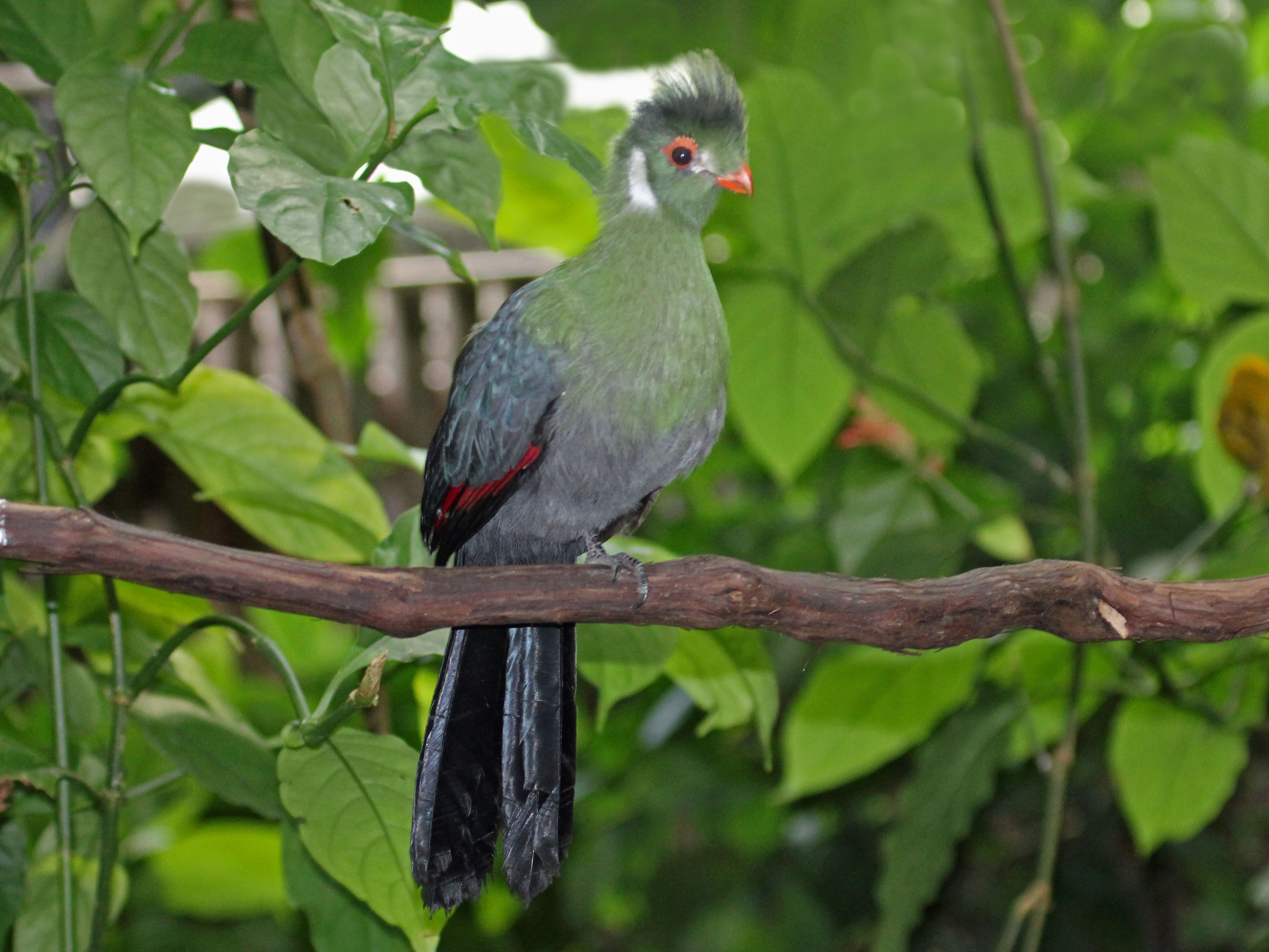